# Bahawalnagar (distrikt)

Karta över provinsen Punjab med distriktet Bahawalnagar markerat

Bahawalnagar (urdu:ضلع بہاولنگر) är ett distrikt i den pakistanska provinsen Punjab. Det ligger i östra Pakistan vid gränsen mot Indien. Administrativ huvudort är Bahawalnagar.
Distriktets yta omfattar 8 878 kvadratkilometer och antalet invånare är drygt 2 miljoner (1998).
Bahawalnagardistriktet utgjorde tidigare en del av vasallstaten Bahawalpur.

## Administrativ indelning
Distriktet är indelat i fem tehsiler:
- Bahawalnagar Tehsil
- Chishtian Tehsil
- Fort Abbas Tehsil
- Haroonabad Tehsil
- Minchanabad Tehsil